# Микушев, Георгий Николаевич
Георгий Николаевич Микушев (24 мая 1898, Кунгур, Кунгурский уезд, Пермская губерния — 12 сентября 1941, близ Козельца) — советский военачальник, командир дивизии в Великой Отечественной войне. Генерал-майор (1940).

## Биография
Его родители — зыряне, выходцы с территории современной Республики Коми. Отец — Николай Фалалеевич Микушев — был матросом. Мать — Парасковья Андреевна — выросла в Усть-Сысольске, работала прачкой.

### Первая мировая и гражданская война
В июне 1916 года после окончания реального училища в Кунгуре зачислен добровольцем в Русскую императорскую армию и стал юнкером Алексеевского военного училища в Москве. В декабре 1916 года окончил ускоренный курс училища. В начале 1917 года в чине прапорщика направлен в 147-й запасной пехотный полк (Кузнецк). В августе того же года направлен в действующую армию и назначен командиром роты 499-го пехотного полка 125-й пехотной дивизии. За проявленную личную храбрость и командирские способности в 1917 году ему присвоен чин подпоручика. В январе 1918 года демобилизован.
Вернулся в Кунгур. Работал ответственным секретарём городской газеты «Голос Кунгурского Совета». 
3 августа 1918 года добровольно вступил в Красную Армию — назначен командиром отдельной роты в 1-м Кунгурском полку, а с января 1919 — начальником оперативной части 1-й Красноуфимской бригады 30-й стрелковой дивизии. Воевал на Восточном фронте против армий адмирала А. В. Колчака. Прошёл с боями от Приволжья до Забайкалья. Осенью 1920 года с бригадой переброшен на Южный фронт, участвовал в Перекопско-Чонгарской операции. С мая 1921 года — адъютант 88-й стрелковой бригады, воевал против отрядов Н. И. Махно. В 1921 году вступил в РКП(б).

### Мирное время
После окончания гражданской войны служил в 88-м стрелковом полку 30-й Иркутской стрелковой дивизии помощником начальника штаба и начальником штаба полка. С июля 1924 года — начальник строевого отделения штаба 7-го стрелкового корпуса (Украинский военный округ). С ноября 1926 — помощник начальника отдела в штабе этого округа, при этом в 1928 году окончил Стрелково-тактические курсы усовершенствования комсостава РККА имени III Коминтерна. С ноября 1931 года — помощник начальника штаба 25-й Чапаевской стрелковой дивизии, с декабря 1932 — командир 75-го стрелкового полка этой дивизии (впоследствии — 263-го стрелкового полка). Вывел полк на первое место в дивизии. Заочно окончил Военную академию РККА имени М. В. Фрунзе. С мая 1939 года служил начальником отдела штаба Харьковского военного округа. 
В августе 1939 года комбриг Г. Н. Микушев назначен командиром 41-й стрелковой дивизии Киевского особого военного округа. Под его командованием дивизия в сентябре 1939 года участвовала в походе РККА в Западную Украину. В июне 1940 присвоено воинские звание генерал-майор.
В июне 1941 года Микушев приказал командирам частей вернуть весь личный состав и технику со сборов и полигонов, со всех строительных работ и полностью сосредоточить дивизию в лагерях. В субботу 21 июня весь личный состав частей прибыл в лагерь. За несколько часов до войны дивизия была приведена в состояние боеготовности.

### Великая Отечественная война

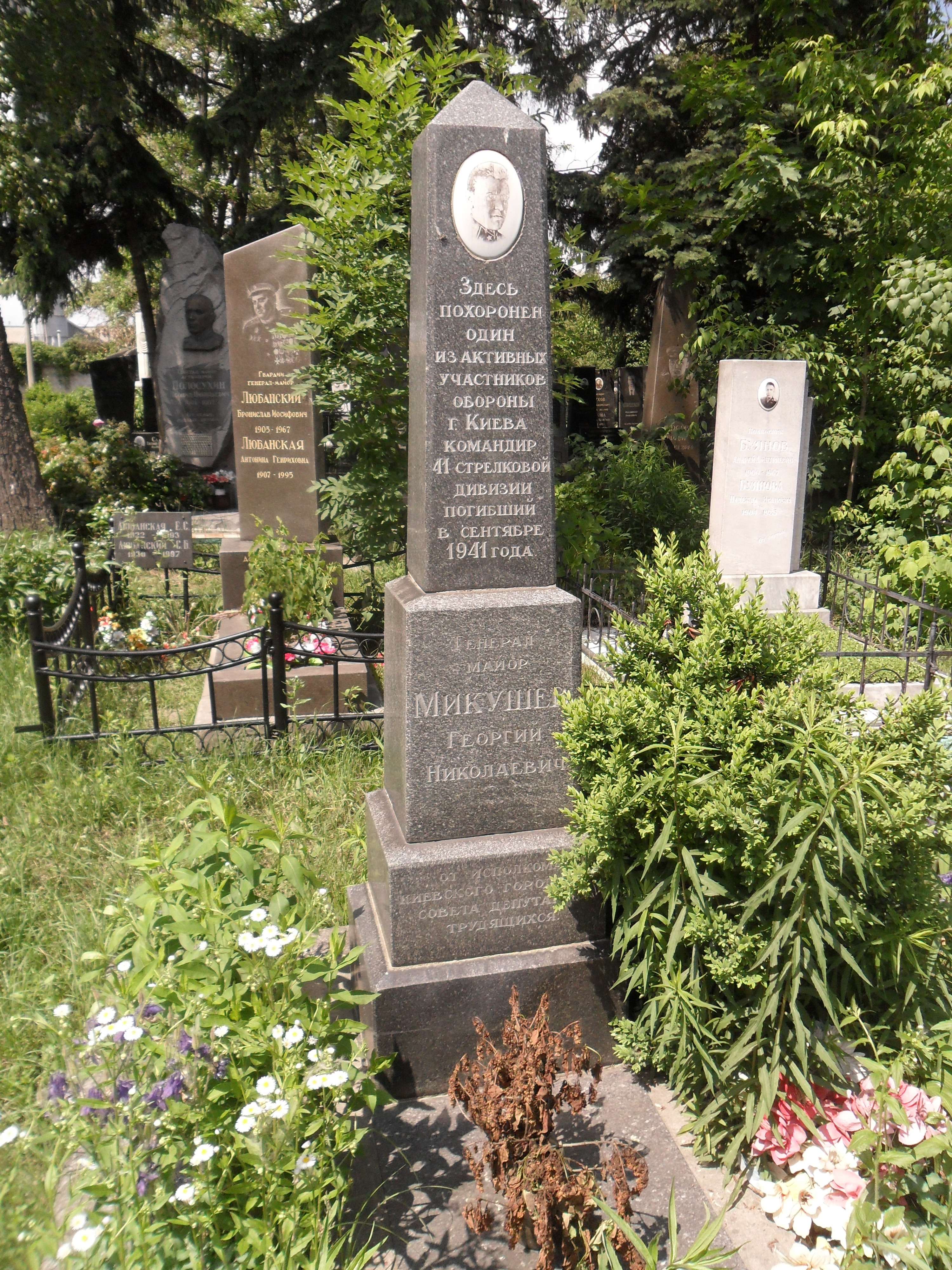
Могила Микушева на Лукьяновском военном кладбище Киева.

Против 41-й дивизии изготовились пять немецких пехотных дивизий группы «Юг», во втором эшелоне за ними — 14-й армейский моторизованный корпус, куда входили отборные соединения: бригада СС «Лейбштандарт СС Адольф Гитлер», дивизия СС «Викинг» и 9-я танковая дивизия.
В результате действий генерала Микушева дивизия смогла в течение 5 дней оборонять Рава-Русский укрепрайон и отступила только при угрозе окружения (Рава-Русский укрепрайон был глубоко охвачен немецкими войсками с севера и северо-востока, где они к тому времени продвинулись местами до 200 км) по приказу штаба 6-й армии в ночь на 27 июня. Дивизия Микушева отошла с потерями (до трети личного состава и значительная часть артиллерии), но непобеждённой и в полном порядке. Впоследствии Маршал Советского Союза Ф. И. Голиков подвиг 41-й стрелковой дивизии по своей значимости сравнил с подвигом героев обороны Брестской крепости.
При выходе к своим дивизия получила задачу прикрывать отход главных сил 6-й армии, несколько дней отбивала немецкие атаки, попала в окружение, вырвалась из него и с 9 по 16 июля находилась на доукомплектовании. Не окончив его, вновь была брошена в бой, отличилась в оборонительных боях под Киевом, в особенности под Белой Церковью.
В одном из боёв под Козельцом генерал Микушев лично повёл бойцов в контратаку и был смертельно ранен. Был похоронен 12 сентября 1941 года в Киеве на территории Ботанического сада; в 1966 году со всеми почестями перезахоронен на военном кладбище.
Указом Президиума Верховного Совета СССР от 6 мая 1965 года генерал-майор Микушев Г. Н. за мужество и героизм в боях с немецко-фашистскими захватчиками был награждён орденом Отечественной войны I степени (посмертно).

## Воинские звания
- Полковник (29.01.1936)
- Комбриг (4.11.1939)
- Генерал-майор (4.06.1940)[14]

## Память

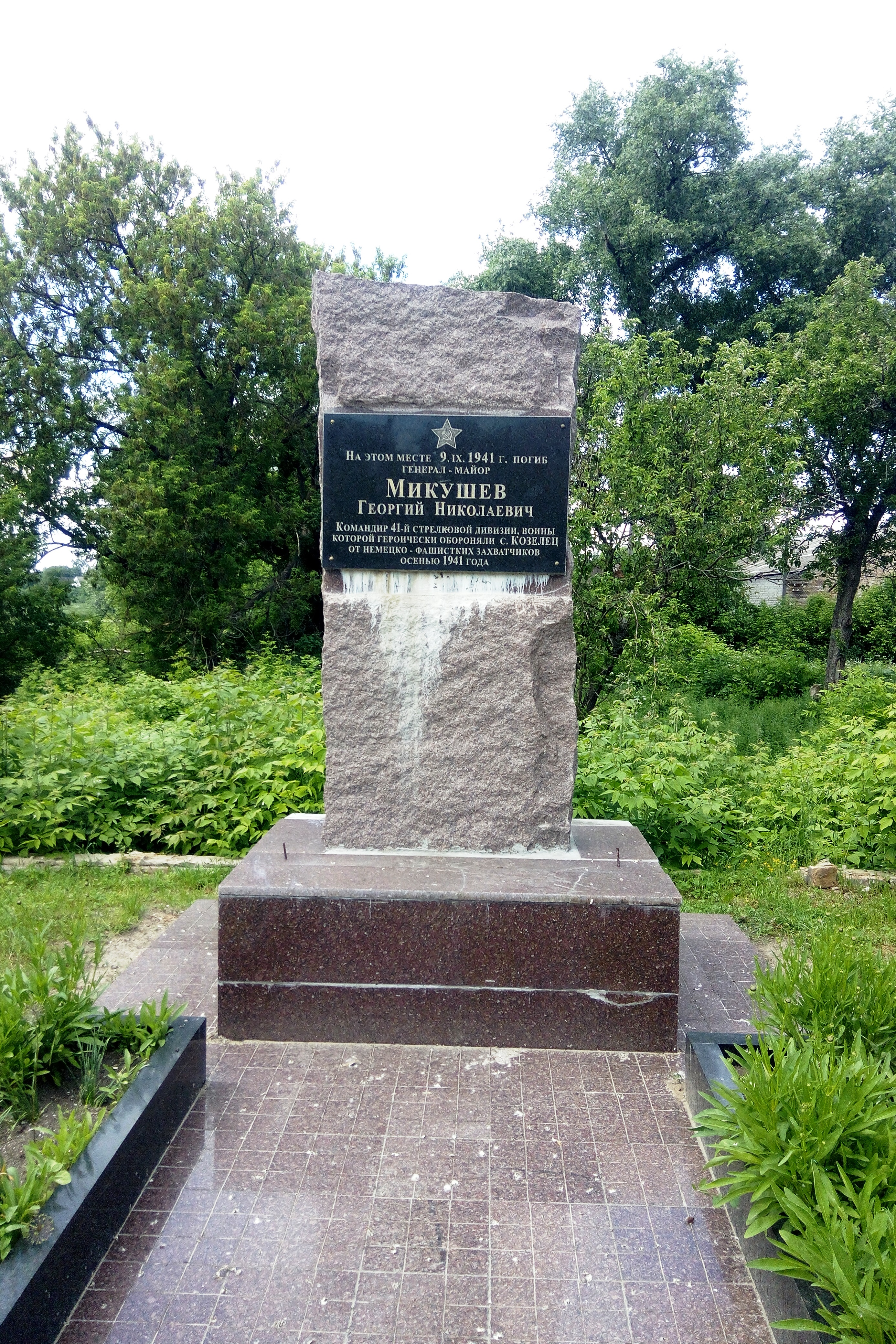
Место гибели Георгия Микушева в Козельце

- Место гибели Георгия Микушева в Козельце10 сентября 1968 года его имя было присвоено одной из улиц Кунгура.
- На месте его гибели в Козельце установлен памятный знак.
- В городе Рава-Русская в память сражавшихся за него в июне 1941 года воинов был установлен обелиск с надписью: «Никто не забыт, ничто не забыто. Защитникам г. Рава-Русская: Воинам 41-й стрелковой дивизии, пограничникам 91-го погранотряда, бойцам 6-го Рава-Русского укрепрайона посвящается».